# Ireneusz Niewiarowski

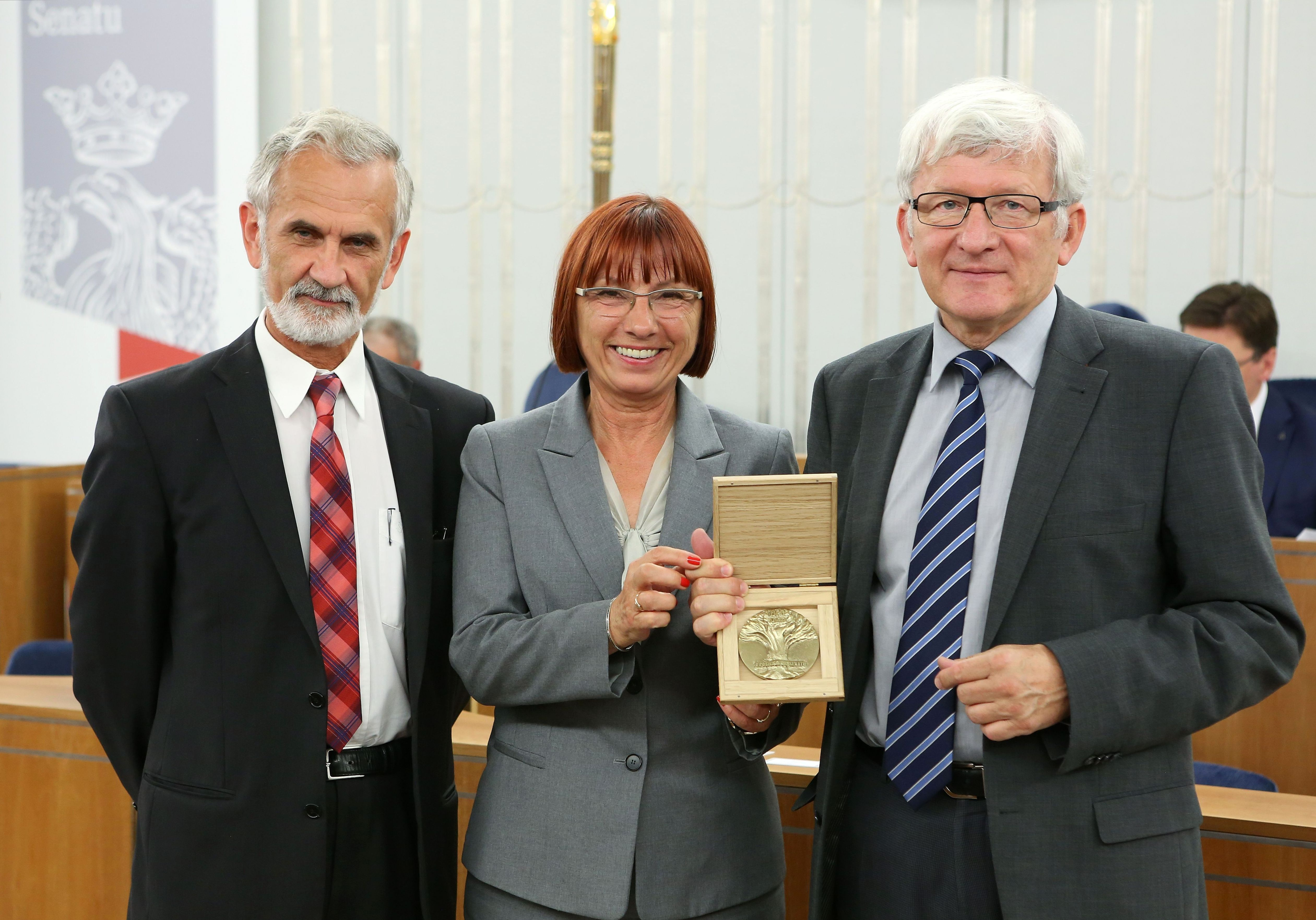
Z Heleną Hatką i Markiem Ziółkowskim w Senacie (2014)

Ireneusz Niewiarowski (ur. 23 marca 1953 w Przedczu) – polski polityk, rolnik, działacz samorządowy i społeczny, prezes Krajowego Stowarzyszenia Sołtysów, poseł na Sejm I, III i IV kadencji, senator I, VII i VIII kadencji.

## Życiorys
Syn Walentego i Heleny, brat Wacława. Ukończył Liceum Ogólnokształcące w Kłodawie i technikum ogrodnicze w Sochaczewie. Zajął się prowadzeniem indywidualnego gospodarstwa rolnego w gminie Kłodawa. W 1980 należał do założycieli rolniczej „Solidarności”. W stanie wojennym został internowany na okres od 14 grudnia 1981 do 2 czerwca 1982.
W latach 1992–1997 zasiadał w prezydium zarządu krajowego Stronnictwa Ludowo-Chrześcijańskiego. Od 1997 należał do Stronnictwa Konserwatywno-Ludowego, zaś od 2002 do rozwiązania do Stronnictwa Konserwatywno-Ludowego – Ruchu Nowej Polski. W 2007 wstąpił do Platformy Obywatelskiej. Od połowy lat 90. stoi na czele Krajowego Stowarzyszenia Sołtysów. Kieruje też lokalną organizacją Towarzystwo Samorządowe, działającą głównie na obszarze dawnego województwa konińskiego. Inicjował także powstanie kilku innych organizacji pozarządowych zajmujących się działalnością społeczną.
W latach 1989–1991 był senatorem I kadencji z ramienia Komitetu Obywatelskiego, następnie do 1993 posłem I kadencji, wybranym z listy PL. W trakcie tej kadencji przewodniczył KP Konwencja Polska, w 1993 nie został ponownie wybrany. W 1997 powrócił do Sejmu (III kadencji) jako kandydat AWS, a w 2001 uzyskał mandat poselski na IV kadencję z listy PO (jako kandydat SKL). W 2005 bez powodzenia kandydował do Senatu.
W wyborach parlamentarnych w 2007 z ramienia Platformy Obywatelskiej został ponownie wybrany na senatora VII kadencji w okręgu konińskim, otrzymując 77 676 głosów. W wyborach w 2011 z powodzeniem ubiegał się o reelekcję do Senatu (VIII kadencji) w okręgu nr 93. W 2015 nie został wybrany na kolejną kadencję. W wyborach w 2019 ubiegał się bez powodzenia o mandat poselski.

## Odznaczenia i wyróżnienia
- Krzyż Wolności i Solidarności (2012)[6][7]
- Odznaka Honorowa za Zasługi dla Samorządu Terytorialnego (2015)[8]
- Srebrny Medal Reipublicae Memoriae Meritum (2024)[9]
- Order Uśmiechu (2018)[10]